# St. Martin Bruggen

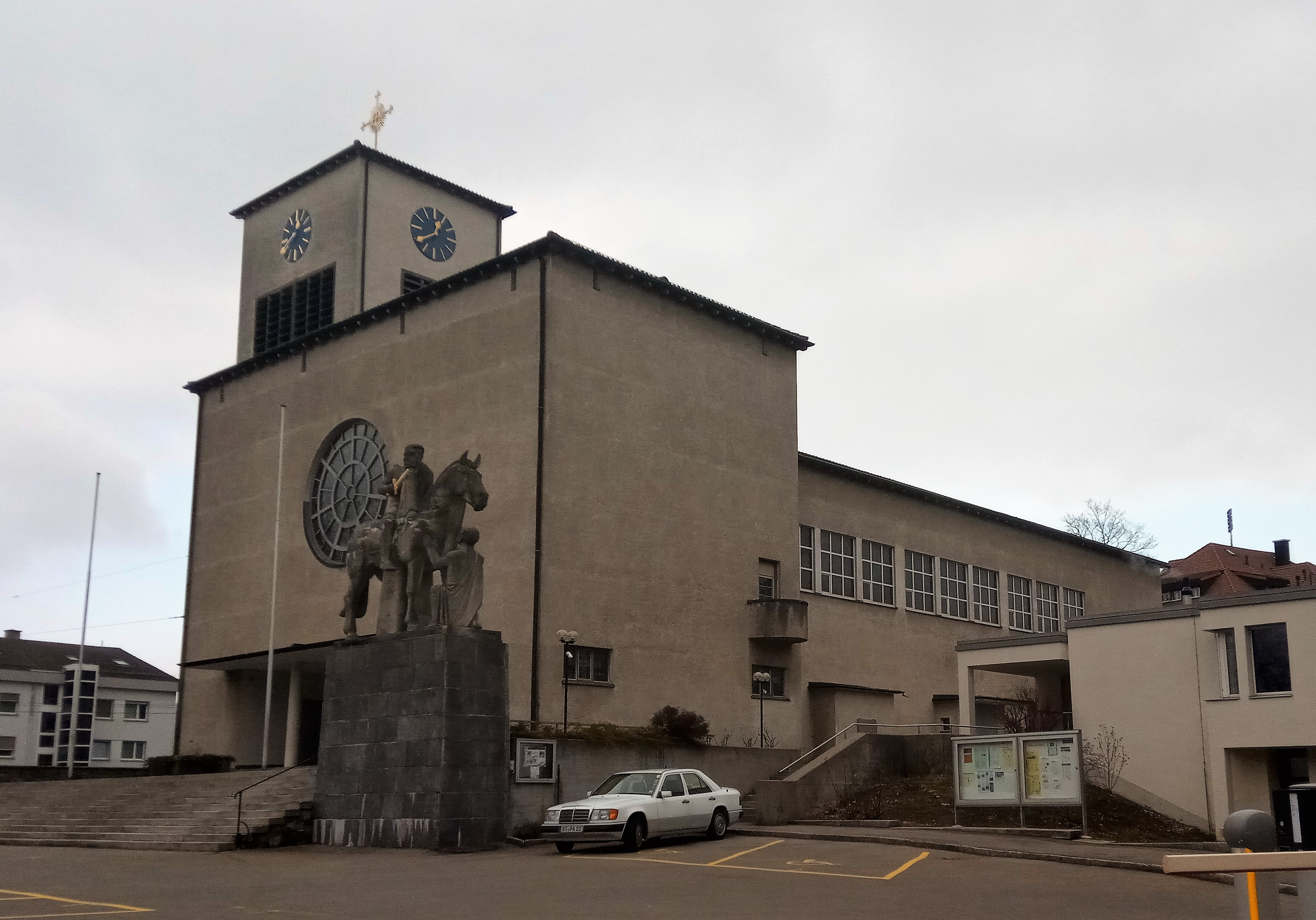
Die Kirche St. Martin von Südwesten gesehen. Davor St. Martin-Reiterstatue

Die katholische Kirche St. Martin Bruggen befindet sich im St. Galler Stadtteil Bruggen, auf dem Gebiet der ehemals selbständigen Gemeinde Straubenzell. Als dritte Kirche Bruggens wurde sie zwischen 1935 und 1936 neben ihrer Vorgängerkirche erbaut. Die erste Kapelle wurde 1600 geweiht, und 1639 in eine richtige Kirche umgebaut. Die zweite Kirche wurde an der Stelle der ersten zwischen 1783 und 1785 erbaut und erhielt 1808 einen neuen Turm. Nach dem Neubau und der Weihe der heutigen Kirche wurde die südwestlich gelegene alte Kirche abgebrochen.
Namensgeber der Kirche ist der Heilige Martin von Tours. Vor der Kirche steht eine lebensgrosse Reiterstatue von ihm, zusammen mit dem Bettler.

## Geschichte

### Erste Kirche
Das erste Gotteshaus von Bruggen wurde auf Anordnung des Abtes Bernhart erbaut. Geweiht wurde die Kapelle am 20. November 1600. Es war eine Kapelle ohne Turm mit einem Dachreiter, in den am 29. März 1601 zwei kleine Glocken „Glöggli“ eingebaut wurden. Für den Bau waren Maurermeister Hans Horber zusammen mit den Steinmetzen Fridli Gruber aus Rorschach und Ulrich Mittelholzer aus St. Gallen verantwortlich. Der Altar wurde von Caspar Ritz geschaffen, auch die Vertäfelung wurde von ihm angefertigt. Das Altarblatt stammt von Dietrich Meuss aus Feldkirch. Da auf der Rechnung auch ein mit Schindeln gedeckter Gang auftaucht, nimmt man an, dass die Kapelle mit dem 1567 errichten Siechenhaus verbunden war. 1637 wurde ein neuer Friedhof angelegt. Seit 1639 amtete ein ständiger Koadjutor in der Kapelle.
Anlässlich der Visitation vom 13. April 1671 durch Abt Gallus wurde durch diesen angeordnet, dass die Kapelle zu einer richtigen Kirche umgebaut werden sollte. Dafür sollte sie „um den halben Teil verlängert und um fünf Schuh erhöht“ und mit einem richtigen Turm versehen werden. Der Grundstein für diesen Umbau wurde am 27. April 1672 gelegt. Der Mauermeister des Umbaus war Daniel Glattbrugger aus Rotmonten. Das Schiff hatte nach dem Umbau eine Innenlänge von 48 Schuh und eine Breite von 24 Schuh. Die Grundfläche des Turms mass 16 Schuh im Geviert, in der Höhe bis zum Glockenstuhl 33 Schuh bis zum Helm 48 Schuh. Die Benediktion wurde am 3. September 1672 durchgeführt, die Konsekration der drei Altäre am 21. Mai 1680. Der Hochaltar wurde zu Ehren von St. Martin und Leonard geweiht. Der rechte Nebenaltar zu Ehren der Muttergottes und der linke Seitenaltar zu Ehren von St. Johannes Baptist und Evangelist. Die beiden Seitenaltäre wurden 1673 von privaten Gönnern gestiftet. Ebenso wurde ein neues Prozessionskreuz angeschafft, dieses wurde vom St.-Galler Goldschmied Heinrich Studer hergestellt. Am 31. Juli 1669 schlug ein Blitz in die Kirche und beschädigte dabei den Turm und den Marienaltar. Mit der Verleihung des Taufrechtes am 28. Dezember 1773 durch den Abt, wurde sie auch zu einer Taufkirche.
Ein Teil des Fundamentes dieser Kirche wurde bei den Abbrucharbeiten der zweiten Kirche 1936 gefunden.

### Zweite Kirche

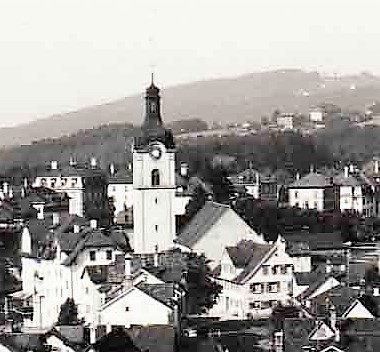
Die zweite Kirche von Westen gesehen. (1920–1930)

Der Neubau der zweiten Kirche wurde von Offizial P. Iso Walser eingeleitet. Dieser schloss am 26. Januar 1783 mit Johann Ferdinand Beer aus dem Bregenzerwald einen Akkord über den Neubau dieser Kirche. Im August 1783 wurde mit dem Ausheben der Fundamente begonnen, da die neue Kirche teilweise über der ersten Kirche zuliegen kam, muss diese im Verlauf der Bauarbeiten abgebrochen worden sein. Die Nordflucht des Schiffes war um 1 Meter nach Süden verschoben worden, die neue Südfront verlief rund 4,5 Meter von der alten Stirnfront des Langhauses entfernt. Die im Akkord festgehaltenen Masse der inneren Schiffslänge von 82 Schuh und Breite von 40 Schuh wurde eingehalten, allerdings mit sechs statt fünf seitlichen Langhausfenstern. Es wurde ein Vordach errichtet, das die gesamte Stirnseite einnahm und der Verbindungsgang zum Siechenhaus wurde auch wieder errichtet. Gips in Form eines Kreuzgewölbes zierte die Decke. Der Innenraum besass eine doppelte Empore sowie Nischen. Darin wurden die Statuen von Franz Anton Dürr gestellt, die er zwischen 1784 und 1848 hergestellt hatte. Die Fassungen der Skulpturen wurden von Carl Bobleter geschaffen. Von Anton Dick wurden innerhalb dreier Wochen im Spätsommer 1784 die Deckengemälde erstellt.
Die drei Altäre wurden behalten aber umgearbeitet. Dies geschah durch Dürr, wofür sie nach Überlingen gebracht wurden. Am 13. August kamen sie von Überlingen wieder in Bruggen an. Die Fassung erfolgte aber erst im Sommer 1786. Der Hochaltar und der Marienaltar wurden durch Carl Bobleter und der St.-Antonius-Altar durch den Maler Michal Bärle aus Unterstaufen gefasst. Es wurden von einem „Hedener Mahler am bach“ zwei neue Altarblätter geschaffen.
Der erste Gottesdienst konnte am 15. August 1784 abgehalten werden. Die Konsekration der beiden Seitenaltäre erfolge am 10. Oktober 1784.
Am 25. April 1808 wurde der Kirchturm niedergelegt, und durch den Maurermeister Joh. Tagmann aus Altstätten, am 26. Juli 1808 wieder aufgerichtet. Der Riss dafür, so wird vermutet, stammt vom Joh. Ulr. Haltingen aus Altstätten, der zu dieser Zeit mit dem Neubau der Kränzerbrücke beschäftigt war. Die Grundfläche des neuen Turms mass im Geviert 22 Schuh. Die Höhe bis zum Dach mass 80 Schuh. Das Dach hatte die Form einer Kuppel mit Laterne. In den Turm kamen fünf Glocken, zwei davon stammten vom Kloster Salem und weitere zwei aus St. Otmar St. Gallen.
Im Jahr 1884 wurde die Kirche umfassend renoviert und am 6. November neu geweiht.
Abbruch der zweiten Kirche im Jahr 1936.

### Dritte Kirche
Die heutige, dritte Kirche wurde nordöstlich der barocken Kirche von 1784 im monumental-modernistischen Stil erbaut und umfasst 650 Sitzplätze. Architekt war Josef Erwin Schenker (1892–1964, St. Gallen). Der Baubeginn war 1935, die Einweihung 1936. Die Erstellung der Kirche – inklusive der technischen und künstlerischen Ausstattung – kostete Fr. 716'000.00.